# Marumba cristata
Marumba cristata is een vlinder uit de familie van de pijlstaarten (Sphingidae).
De soort komt voor van de Himalaya via noordoost India, het zuiden en midden van China tot in westelijk Malesië (Sundaland).
De voorvleugels zijn bruin met zwarte dwarsstrepen. In de hoek van de binnenrand en de costa bevindt zich een soort oogvlek. De achtervleugels zijn effen bruin. Het achterlijf is bruin met een zwarte lengtestreep op de rug, die doorloopt tot over de kop. De spanwijdte van de nominale ondersoort is 100 tot 124 mm.
Als waardplanten van Marumba cristata zijn Lisea elongata, Machilus ichangensis en soorten Phoebe (Lauraceae) bekend. De rups bereikt een lengte van 68 millimeter. Hij is lichtgroen van kleur, met wittige schuine strepen langs de zijde. De staartpunt is groenblauw, de echte poten zijn rood, de propoten hebben de kleur van het lijf. De pop wordt 5 tot 6 cm lang.

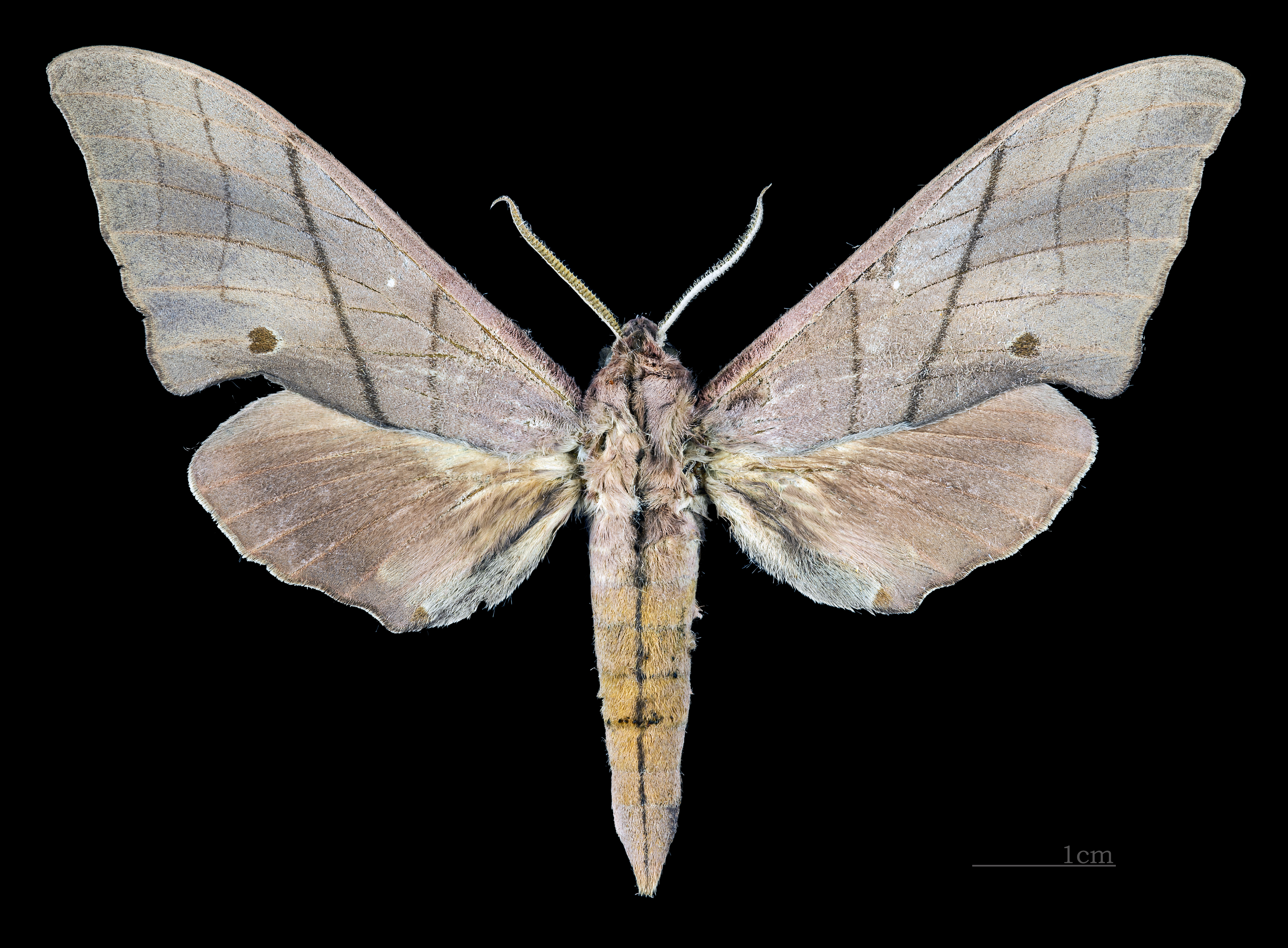
Marumba cristata cristata ♂
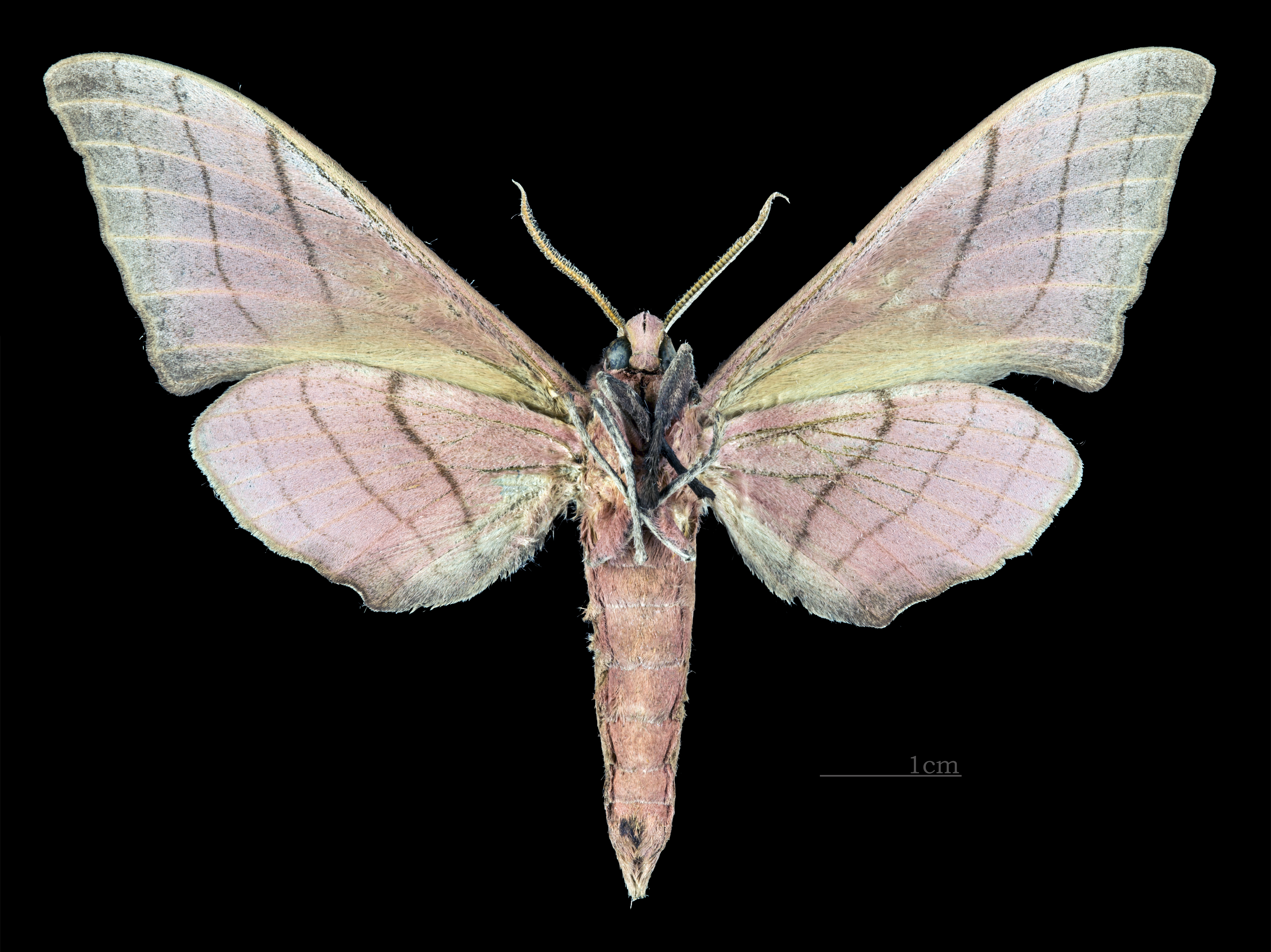
Marumba cristata cristata ♂ △
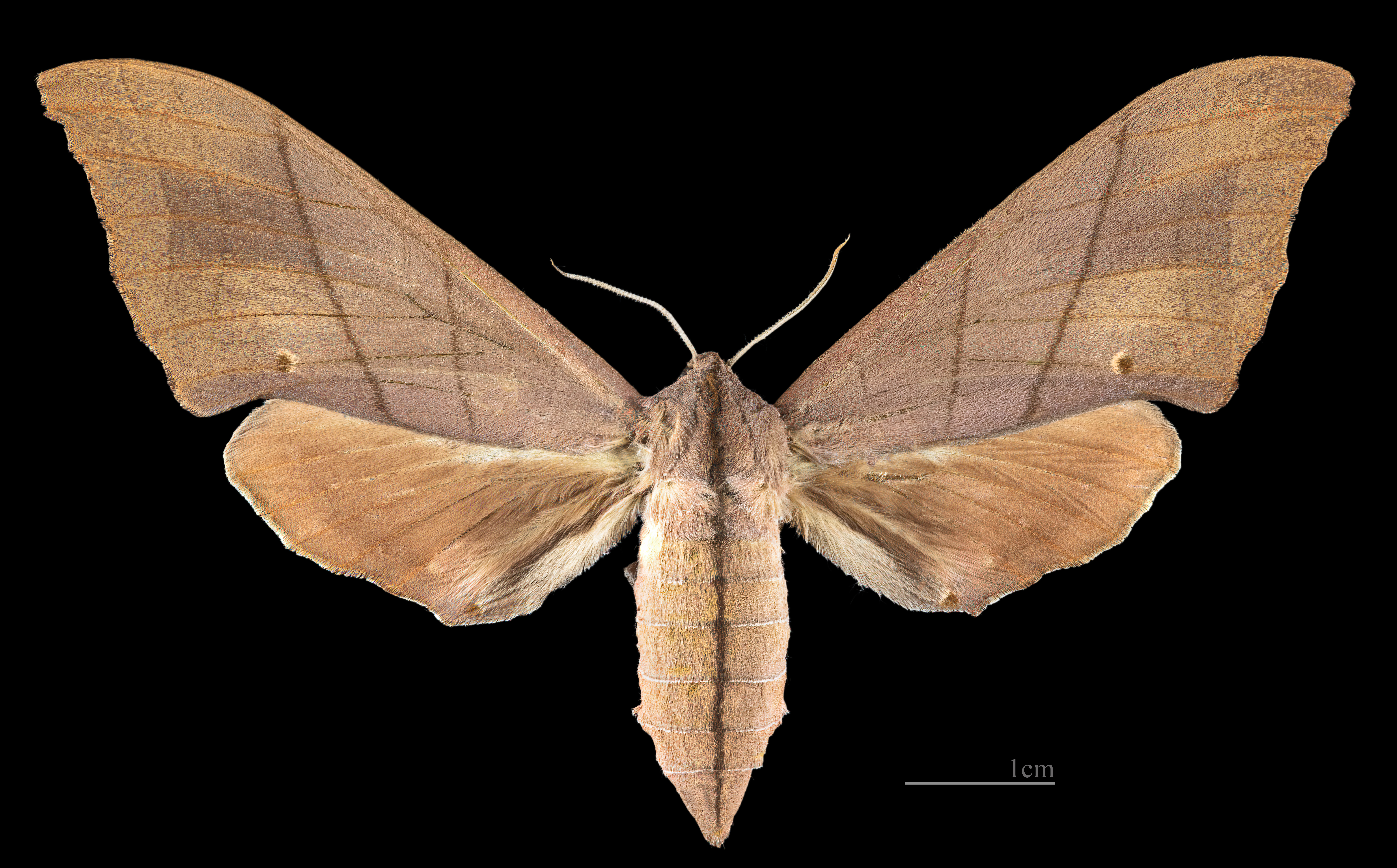
Marumba cristata cristata ♀
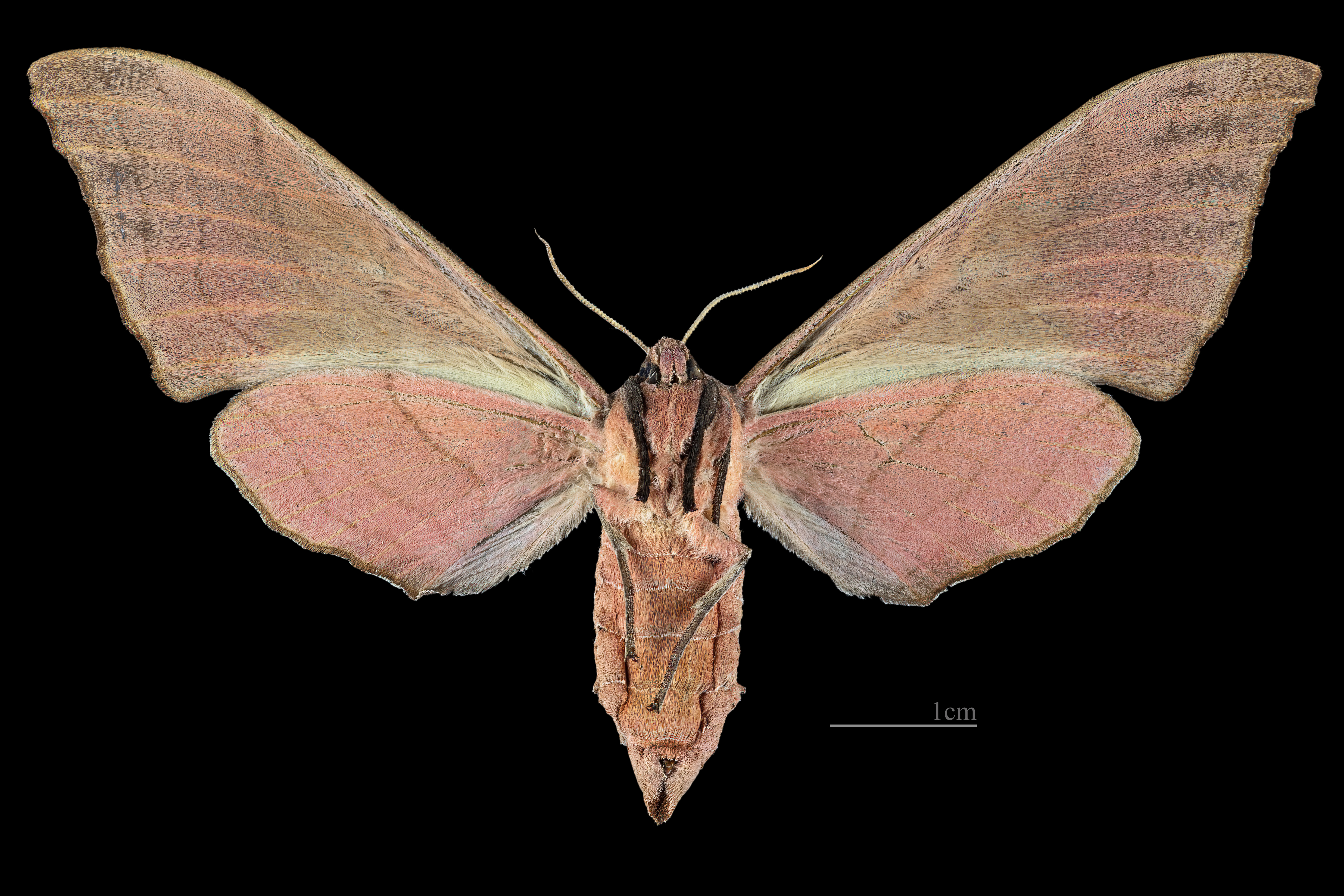
Marumba cristata cristata ♀ △

## Ondersoorten
Naast de nominale ondersoort zijn de volgende ondersoorten beschreven:
- M. cristata bukaiana Clark, 1937 - endemisch in Taiwan
- M. cristata titan Rothschild, 1920

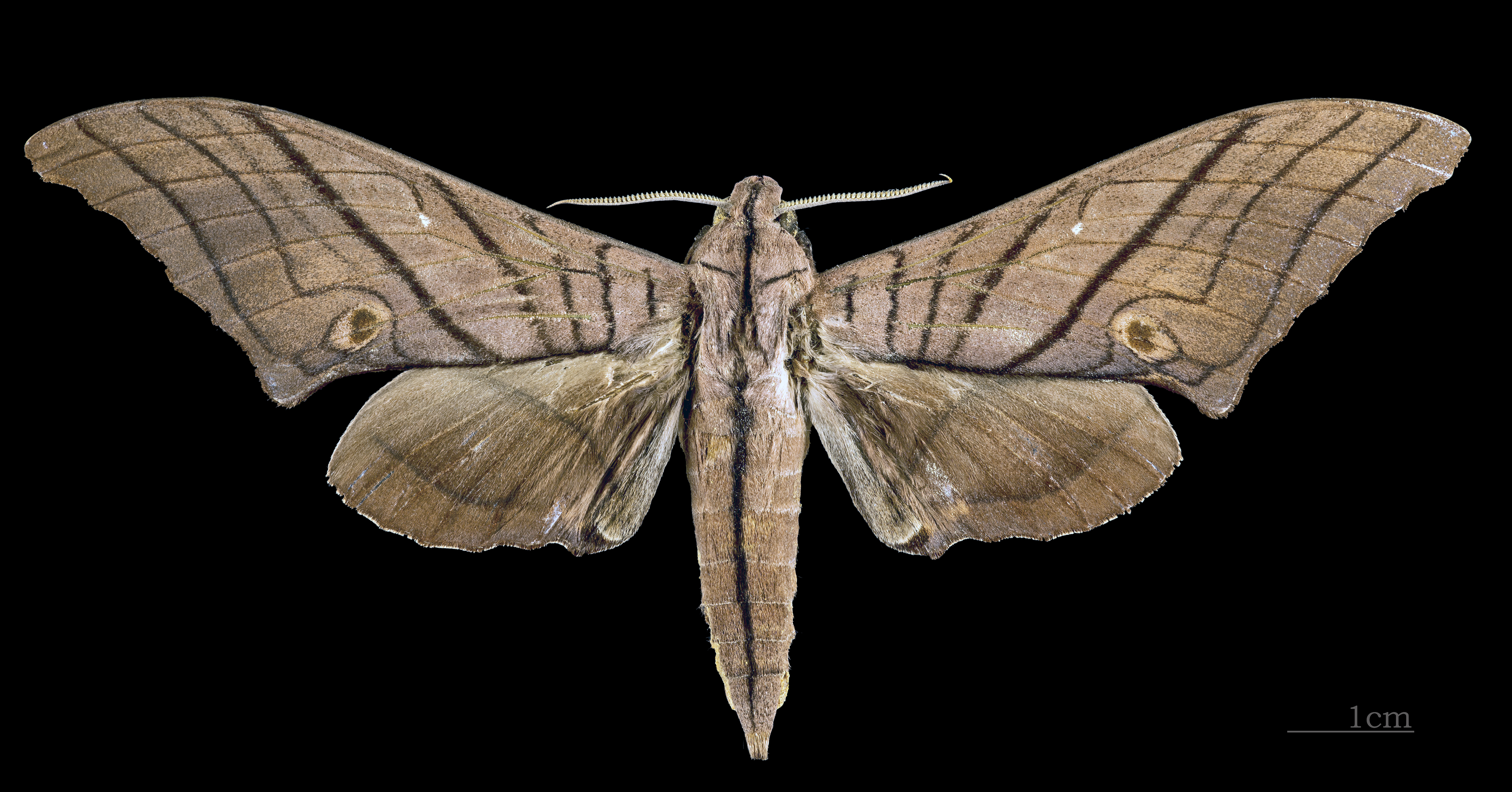
Marumba cristata titan ♂
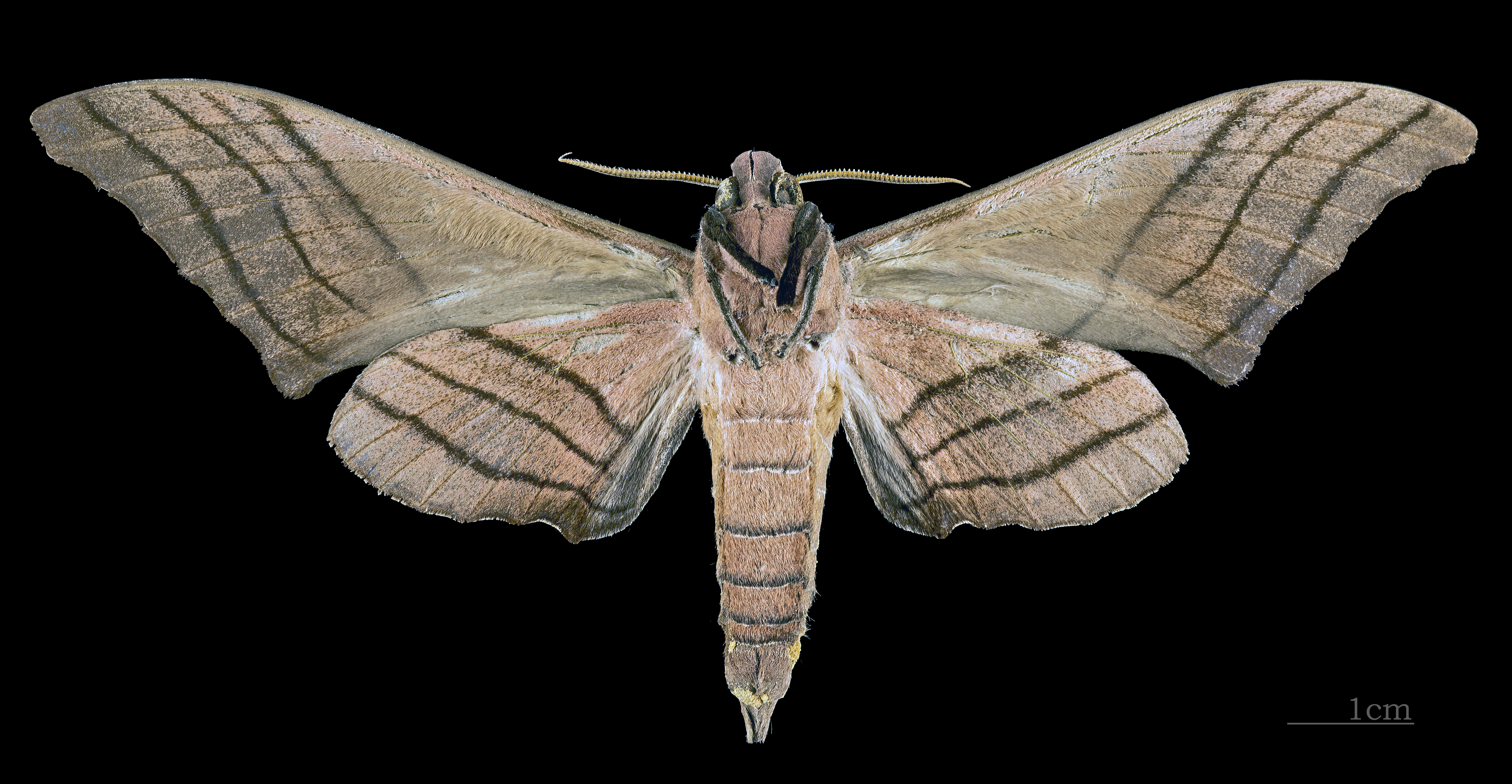
Marumba cristata titan ♂ △
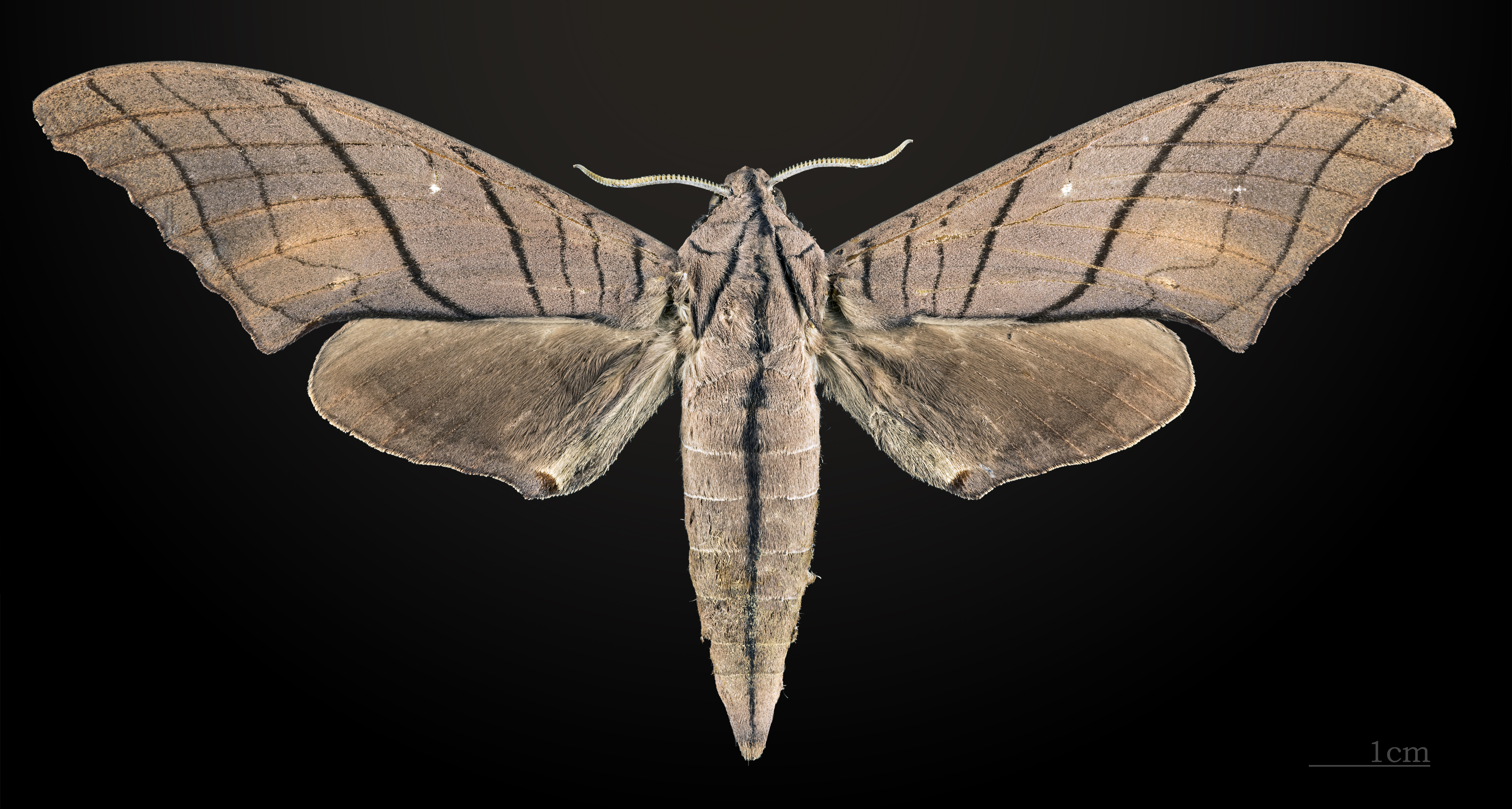
Marumba cristata titan ♀
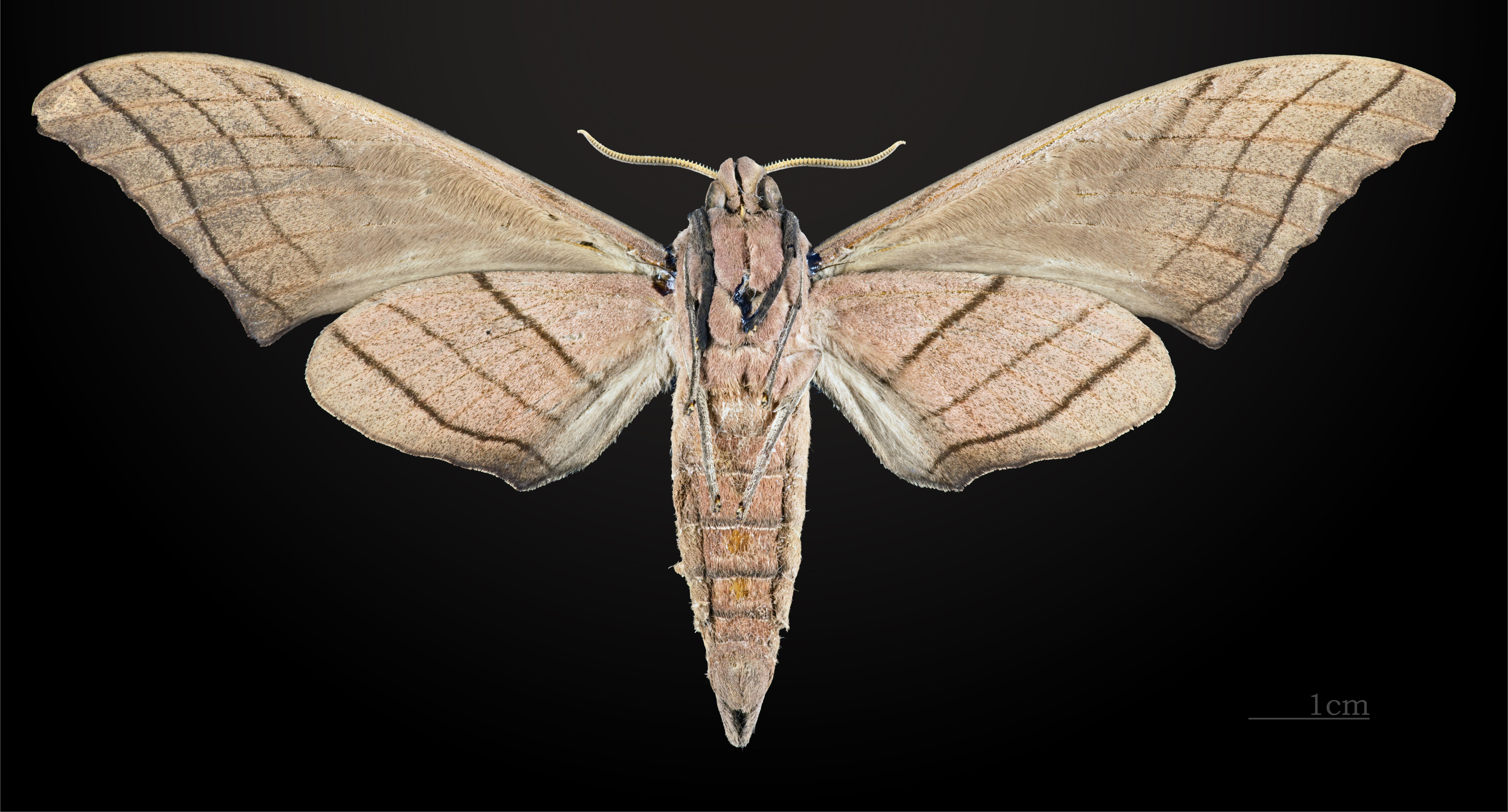
Marumba cristata titan ♀ △